# 바오빙
바오빙(중국어: 刨冰, 병음: bàobīng, 한자음: 포빙) 또는 추아뼁(민난어: chhoah-peng 정체자: 礤冰, 한자음: 찰빙)은 대만의 빙수이다. 중화권 전역 및 말레이시아 등 화교 인구가 많은 지역에서도 즐겨 먹는다.

## 만들기

### 토핑
- 과일
- 아이스크림
- 젤리류: 과일 젤리, 선초 젤리, 푸딩, 더우화, 펀궈
- 콩·곡류: 강낭콩, 팥, 녹두, 땅콩, 율무, 고구마, 토란
- 사고 펄, 타피오카 펄, 토란 볼, 고구마 볼
- 탕위안
- 미치묵
- 초콜릿 칩, 구미

### 시럽
- 과일 시럽: 딸기 시럽, 하미과 시럽, 레몬 시럽
- 기타: 설탕 시럽, 발효유, 커피, 흑당, 연유

## 종류
- 망궈빙: 망고 바오빙

## 같이 보기
- 남캥 사이
- 빙수
- 셰이브 아이스
- 스노 콘
- 아이스 카창
- 에스 참푸르
- 카키고리
- 할로할로